# Leenan Head
Le Leenan Head est un ancien bateau de pêche à voile construit en 1906 en Écosse. Il est gréé en ketch (type Zulu, ancien bateau du nord de l'Écosse).

Il est labellisé, depuis 2013, comme Bateau d'intérêt patrimonial (BIP)  par l'Association patrimoine maritime et fluvial.

## Histoire
C'est un ancien bateau de pêche au hareng (drifter) pour l'ouest de l'Irlande. Après trente ans de service de pêche il devient le bateau-courrier des îles du Connemara et transporte matériau, bétail et courrier.
Dans les années 1950, il est motorisé pour devenir le ferry de l'île d'Inishbofin. Il finit sa carrière en 1995. 
Racheté par un Français il est restauré dans un chantier naval de Paimpol pour être transformé en voilier de croisière. En 2009, il est de nouveau restauré au chantier associatif Tramasset au Tourne  en Gironde. Il dispose de 3 banettes doubles et 2 simples pour l'accueil des passagers.
Il peut aussi transporter des marchandises  de commerce équitable quand il est affrété par la jeune compagnie maritime TransOceanic Wind Transport pour du cabotage sur les côtes bretonnes , ou par l'association un air de fret. Sa cale peut contenir 4 m3 de fret.
Il a participé au Brest 2008 et aux Tonnerres de Brest 2012. Il était également présent à la Antigua Classic Yacht Regata en 2009. 